# DMDM-hydantoïne
DMDM-hydantoïne is een organische verbinding met als brutoformule C7H12N2O4. Het is een derivaat van hydantoïne dat wordt gebruikt in cosmetica en andere producten als antimicrobieel conserveermiddel. 
DMDM-hydantoïne is een kleurloze en reukloze kristallijne vaste stof, die oplosbaar is in water.

## Synthese
Een oplossing van DMDM-hydantoïne wordt bereid door de reactie van 5,5-dimethylhydantoïne met (ten minste) twee molequivalenten formaldehyde in water.
Droog DMDM-hydantoïne kan men bekomen door 5,5-dimethylhydantoïne te laten reageren met paraformaldehyde in gesmolten toestand, met als katalysator een base, zoals natriumcarbonaat. Eventueel kan de reactie doorgaan in gesmolten DMDM-hydantoïne.

## Toepassingen
DMDM-hydantoïne wordt gebruikt als antimicrobieel conserveermiddel. Het wordt aangetroffen in cosmetische producten zoals shampoos, hairconditioners en huidverzorgingsproducten, en ook in detergenten, wasverzachters, watergebaseerde verven en inkten, houtconserveermiddelen en andere producten die onderhevig kunnen zijn aan microbiële groei. Het is een zogenaamde formaldehydedonor: de verbinding bevat formaldehyde in gebonden toestand en het stelt langzaam formaldehyde vrij. Het is formaldehyde die de eigenlijke antimicrobiële stof is. Formaldehydedonoren worden bij voorkeur gebruikt in plaats van formaldehyde omdat ze minder giftig zijn dan formaldehyde zelf, dat tevens een carcinogene stof is.

## Regelgeving
In de Europese Unie is DMDM-hydantoïne toegelaten als conserveermiddel in cosmetica. De maximale concentratie formaldehyde in het eindproduct bedraagt 0,6%. De stof is echter sedert 2008 niet meer toegelaten als biocide.

## Toxicologie en veiligheid
In DMDM-hydantoïne is vaak een kleine hoeveelheid vrij formaldehyde aanwezig en er bestaat een risico op allergische reacties bij gebruik van dergelijke producten.